# Corpi senza volto
Corpi senza volto (The Sinner) è un romanzo dell'autrice americana Tess Gerritsen. Si tratta del terzo libro della serie sulla detective Jane Rizzoli e sul medico legale Maura Isles. Pubblicato per la prima volta negli Stati Uniti nel 2003, è arrivato in Italia nel 2006, tradotto da Adria Tissoni.

## Trama
È dicembre e sono passati pochi mesi dalle vicende narrate nel precedente romanzo. A Boston l'inverno è arrivato, le temperature sono molto basse e la neve è caduta copiosa sulla città. Alle prime luci dell'alba il medico legale Maura Isles e la squadra omicidi di Boston, guidata da Jane Rizzoli e dal suo compagno Barry Frost, sono chiamati su una macabra scena del delitto: in un convento di clausura, due suore sono state selvaggiamente brutalizzate. Nella cappella, la novizia suor Camille giace morta. Suor Ursula, una consorella più anziana, versa in condizioni gravissime ed è stata trasportata d'urgenza al vicino ospedale.
Dopo i primi rilevamenti e la raccolta delle testimonianze delle consorelle, la prima pista per i detective arriva dall'autopsia della giovane novizia. La dottoressa Isles si accorge che la giovane donna doveva aver partorito da poco. Partono immediate le ricerche per trovare il corpo del bambino e i sospetti degli investigatori cadono sull'ignoto padre del neonato, viste le circostanze eccezionali. Il convento di clausura ha infatti pochissimi contatti con il mondo esterno. Per primo viene interrogato Padre Brophy, il prete che si occupa delle funzioni nel convento, ma egli è presto scagionato. Al ritrovamento del corpo del bambino, che era stato nascosto nel laghetto ghiacciato, parte della verità viene a galla. Il bambino è nato morto per via di una malformazione congenita che non gli avrebbe mai permesso di sopravvivere (era anencefalico) perciò nessuno è da considerarsi responsabile della sua morte.
La dottoressa Isles viene intanto chiamata su un'altra scena del crimine, questa volta in un ristorante abbandonato, dal detective a capo dell'indagine, Darren Crowe. Si tratta di una donna non identificata, uccisa con un colpo di arma da fuoco, a cui mancano le mani, i piedi e a cui è stato mutilato anche il volto. Dopo accurate indagini mediche e la consultazione con un esperto, il medico legale capisce
che la donna, di probabili origini indiane, soffriva della malattia di Hansen, largamente conosciuto con il nome di lebbra. Le mutilazioni post-mortem erano state praticate per impedire che questa malattia venisse riconosciuta. All'ospedale intanto, dopo un primo miglioramento significativo, suor Ursula muore, per motivi che la dottoressa Isles decide di approfondire. Nel frattempo, nella vita di Maura ricompare a sorpresa l'ex marito Victor.
Nel frattempo, anche la vita di Jane Rizzoli sta prendendo una via che non aveva previsto. La detective si trova ad affrontare i primi mesi di una gravidanza non programmata. Ella fa inoltre molta fatica a mantenere il rapporto sentimentale con l'agente dell'FBI Gabriel Dean per via della distanza che li separa, dato che egli continua a lavorare nella sede dell'FBI di Washington.
L'arrivo a Boston, proprio dell'agente Gabriel Dean, unisce infine questi due delitti all'apparenza privi di collegamento. Infatti egli sta indagando sulla morte di un uomo appena tornato dall'India che aveva deciso di testimoniare in un caso federale. L'uomo è stato ucciso con la stessa arma della donna indiana con la malattia di Hansen. Inoltre, ulteriori indagini al convento da parte di Rizzoli fanno comprendere che proprio quell'uomo e quella donna indiana si erano recati al convento per parlare con suor Ursula. La suora era tornata solo da pochi mesi da un difficile soggiorno come missionaria in India. Ella aveva lavorato in un villaggio di lebbrosi che in una sola notte era stato all'apparenza trucidato e dato alle fiamme. Lei si era salvata solo perché si trovava altrove quella particolare notte. Ai detective sembra ora chiaro che la vittima designata fosse suor Ursula e che la novizia fosse stata aggredita solo perché aveva interrotto l'assalitore.
Alla conclusione delle indagini, Jane decide di rivelare a Gabriel di essere incinta, dandogli la possibilità di far parte della sua vita. I due si incontrano per parlare e si dichiarano innamorati l'uno dell'altra, anche se per entrambi è difficile ammetterlo. Alcune settimane più tardi si sposano davanti a familiari, amici e colleghi.

## Dedica e ringraziamenti
Il libro è dedicato alla madre dell'autrice, Ruby J.C. Tom. Nei ringraziamenti, oltre a consulenti e membri dello staff editoriale è citato il marito dell'autrice, Jacob Gerritsen.

## Edizioni Italiane
- Tess Gerritsen, Corpi senza volto, collana La gaja scienza, traduzione di Adria Tissoni, Milano, Longanesi & C., 2006,  p. 337, ISBN 88-304-2298-3.
- Tess Gerritsen, Corpi senza volto, traduzione di Adria Tissoni, Milano, TEA, 2008,  p. 337, ISBN 978-88-502-1643-7.
- Tess Gerritsen, Corpi senza volto, traduzione di Adria Tissoni, Milano, TEA, 2014,  p. 337, ISBN 978-88-502-3764-7.